# Ivo Andrić
Ivo Andrić (Travnik, 9 ottobre 1892 – Belgrado, 13 marzo 1975) è stato uno scrittore e diplomatico bosniaco.
Nel 1961 vinse il Premio Nobel per la letteratura con la seguente motivazione:

## Biografia

### Infanzia e istruzione
Ivo Andrić, figlio di croati bosniaci Antun Andrić e Katarina Pejić, nacque a Travnik, nel 1892, nella Bosnia occupata dagli austriaci, ma ancora fortemente legata al passato ottomano. Visse con i genitori a Sarajevo fino all'età di due anni; quando il padre morì fu costretto a trasferirsi da una zia a Višegrad, dove visse la sua infanzia. La cultura orientale e occidentale si mescolavano in Bosnia in misura molto maggiore che in qualsiasi altro posto della penisola balcanica; sebbene fosse una piccola città di provincia della Bosnia orientale, Višegrad, definita più tardi dallo scrittore "la mia vera casa", rappresentò la sua fonte principale di ispirazione L. Le abitudini della popolazione locale, i costumi e le particolarità della vita quotidiana dei suoi abitanti, il fiume Drina e il famoso ponte di Mehmed Paša Sokolović di questa città multietnica e multiconfessionale, in cui i gruppi predominanti erano gli ortodossi e i musulmani, osservati da vicino da Andrić fin dalla tenera età, avrebbero fornito ambientazione e materiale per le sue opere.

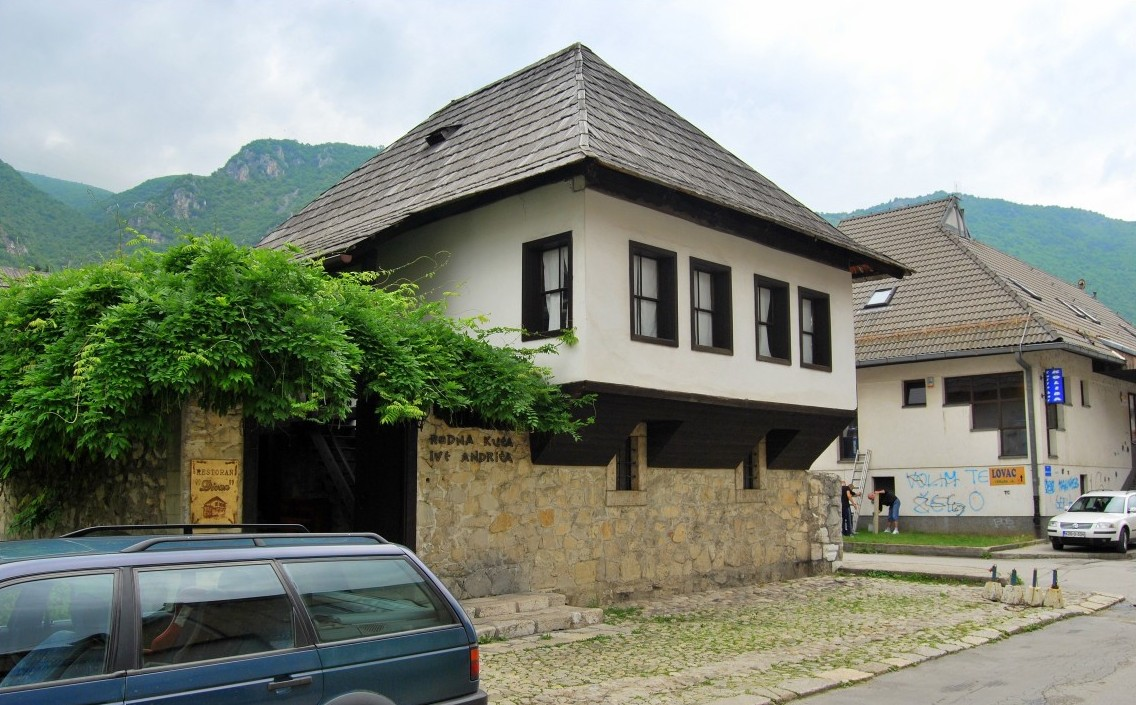
La casa dove nacque Ivo Andrić

Al termine della scuola elementare, Andrić ricevette una borsa di studio triennale da un gruppo culturale croato chiamato Napredak (Progresso) per studiare a Sarajevo. Nell'autunno del 1902 venne iscritto al Gran Gymnasija di Sarajevo, la più antica scuola secondaria in Bosnia.
Nel 1911, quando era ancora uno studente della scuola secondaria, pubblicò le sue prime due poesie nella rivista letteraria Bosanska vila che promuoveva l'unità serbo-croata. Prima della prima guerra mondiale, le sue poesie, saggi, recensioni e traduzioni (August Strindberg, Walt Whitman e un certo numero di autori sloveni), apparvero in riviste come Vihor (Vortice), Savremenik (Contemporaneo), Hrvatski pokret (Movimento croato) e Književne novine (Notizie letterarie). Una delle forme letterarie preferite di Andrić era la prosa lirica e molti dei suoi saggi e pezzi più brevi erano poesie in prosa. Lo storico Wayne S. Vucinich descrive la poesia di Andrić di questo periodo come "soggettiva e per lo più malinconica".

### Attivismo studentesco
Nel 1908 l'Austria-Ungheria annetté ufficialmente la Bosnia ed Erzegovina. Alla fine del 1911, Andrić fu eletto primo presidente del Movimento progressista serbo-croato Srpsko-Hrvatska Napredna Organizacija (SHNO), una società segreta di Sarajevo che promuoveva l'unità e l'amicizia tra serbi e la gioventù croata e si opponeva all'occupazione austro-ungarica. I suoi membri non erano visti di buon grado dai nazionalisti serbi e croati, da questi definiti "traditori delle loro nazioni". Il 28 febbraio 1912 Andric parlò davanti a una folla di 100 studenti nella stazione ferroviaria di Sarajevo, esortandoli a continuare le loro manifestazioni. La polizia austro-ungarica iniziò a perseguire i membri della SHNO: dieci furono espulsi dalle loro scuole o furono sottoposti a sanzioni, che non colpirono però Andrić. Quest'ultimo si unì anche al movimento studentesco del Sud slavo noto come Giovane Bosnia, diventandone uno dei membri più importanti.
Nel 1912, grazie a una borsa di studio ottenuta da una fondazione educativa a Sarajevo, si iscrisse al Dipartimento di matematica e scienze naturali dell'Università di Zagabria, seguendo nel contempo dei corsi di letteratura croata. Continuò la sua attività fra i nazionalisti slavi del Sud, partecipando regolarmente alle dimostrazioni nel campus. Anche quando l'anno seguente si trasferì all'Università di Vienna, continuò a promuovere con altre associazioni studentesche la causa dell'unità jugoslava.
L'anno seguente, dopo un aggravamento della sua salute fisica, dovuto alla contrazione della tubercolosi, decise di lasciare Vienna e di completare i suoi studi all'Università Jagellonica di Cracovia. Vi si trasferì all'inizio del 1914, e qui continuò a pubblicare traduzioni, poesie e recensioni.

### Prima guerra mondiale
Il 28 giugno 1914 venne assassinato l'arciduca Francesco Ferdinando a Sarajevo. L'assassino era Gavrilo Princip, un giovane bosniaco intimo amico di Andrić, uno dei primi che nel 1911 avevano aderito allo SHNO. Dopo averne appreso la notizia, Andrić fece ritorno in Bosnia. Allo scoppio della guerra, quando già la maggior parte dei suoi amici era stata arrestata per attività nazionaliste, Andrić si trovava a Spalato, esausto e malato. Nonostante non fosse coinvolto nella trama dell'assassinio, venne imprigionato per "attività anti-statale" prima a Spalato, poi a Sebenico, Fiume e infine a Maribor, dove arrivò il 19 agosto. Afflitto dalla tubercolosi, Andrić trascorse il periodo di detenzione leggendo, conversando con i suoi compagni di cella e imparando le lingue.
Venne rilasciato dal carcere il 20 marzo 1915 per mancanza di prove, ed esiliato nel villaggio di Ovčarevo, vicino a Travnik, dove fu posto sotto la supervisione dei monaci francescani locali.

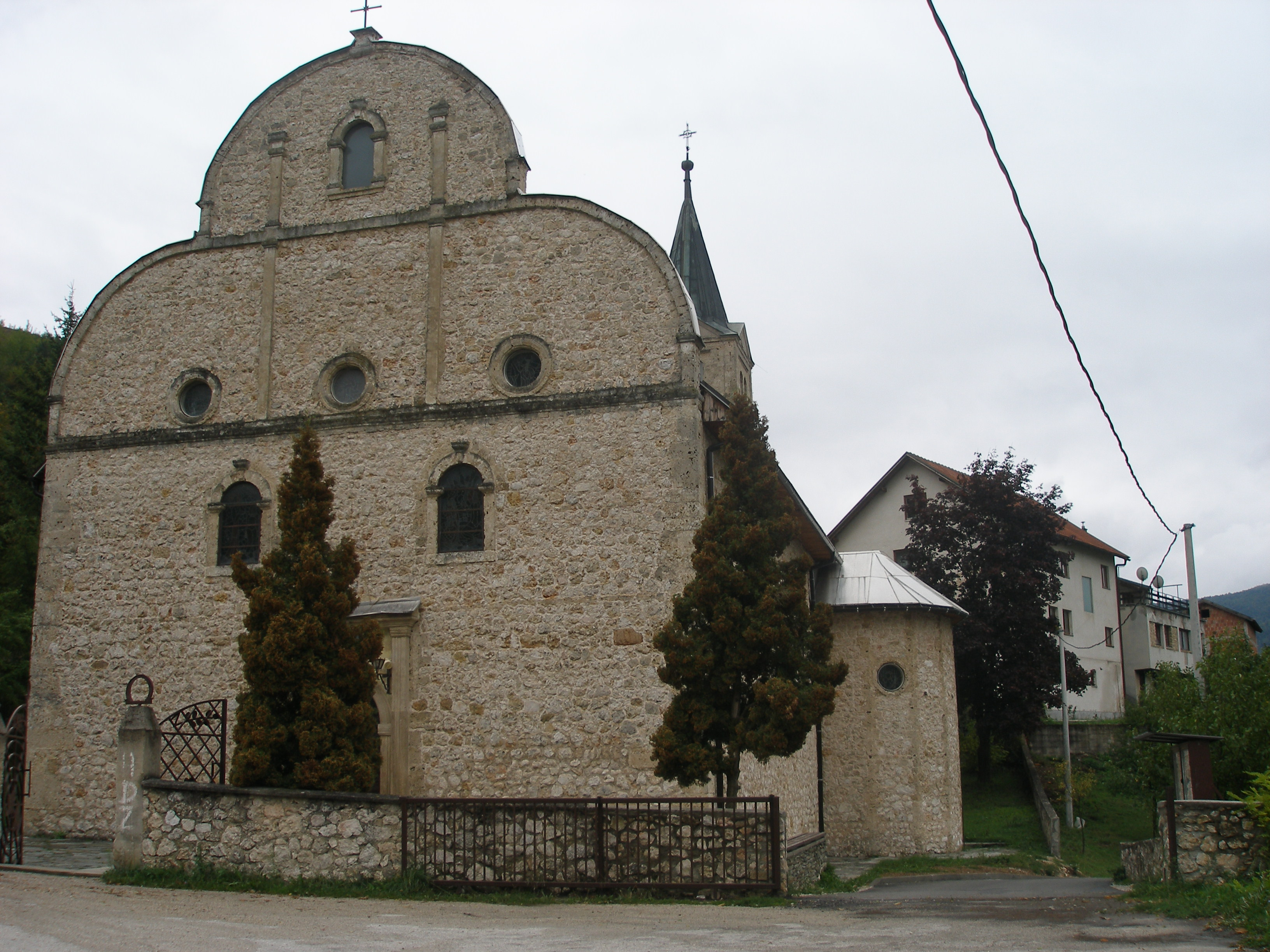
Monastero di Ovčarevo vicino Travnik

In questo periodo trascorso nella parrocchia, iniziò a studiare la storia delle comunità cristiane cattoliche e ortodosse della Bosnia sotto il dominio ottomano, ed ebbe libero accesso alle cronache del monastero, in cambio di un aiuto al parroco e dell'insegnamento di canzoni religiose agli alunni della scuola.
Venne poi trasferito in una prigione di Zenica, e nel marzo 1917, ritenuto una minaccia politica dall'esercito austro-ungarico, gli fu comunicato l'esonero dal servizio militare. Nel luglio dello stesso anno riacquistò la libertà grazie ad un'amnistia concessa dall'imperatore ai detenuti politici. Fece quindi ritorno a Višegrad, e in seguito, a causa della sua cattiva salute, fu ricoverato in un ospedale, prima a Sarajevo e poi a Zagabria.
Nel gennaio del 1918 Andrić con altri nazionalisti slavi del Sud pubblicò un periodico pan-jugoslavo, Književni jug, che ebbe breve durata. Qui e in altri periodici, Andrić continuò la pubblicazione di recensioni di libri, opere teatrali, versi e traduzioni. Dopo un aggravamento della sua malattia, nella primavera del 1918 trascorse un periodo di miglioramento fisico, che gli permise di portare a termine il suo primo libro, Ex ponto, una raccolta di poesie in prosa pubblicato a luglio.

### Carriera diplomatica
La fine della prima guerra mondiale vide la disintegrazione dell'Austria-Ungheria e la nascita di un nuovo stato slavo meridionale, il Regno dei Serbi, Croati e Sloveni, ribattezzato Jugoslavia nel 1929.
Nell'immediato dopoguerra, la tendenza di Andrić a identificarsi con il nazionalismo serbo divenne sempre più evidente. Nel 1919 conseguì la laurea in storia e letteratura slava meridionale all'Università di Zagabria, dove si era reiscritto un anno prima. Nel corso dell'anno si ammalò nuovamente e venne ricoverato in ospedale a Spalato, dove rimase per i successivi sei mesi, durante i quali completò il secondo volume di poesie in prosa, intitolato Nemiri, pubblicato l'anno seguente. La sua condizione economica era però preoccupante: i guadagni provenienti dall'attività di scrittore non erano sufficienti a garantire il suo sostentamento, né quello dell'anziana madre e degli zii. Chiese quindi aiuto al suo vecchio insegnante, Andrić Tugomir Alaupović, da poco nominato Ministro degli affari religiosi del nuovo Regno, per ottenere un lavoro governativo. Nel settembre 1919 Alaupović gli offrì una posizione di segretario presso il Ministero della Religione, che Andrić accettò. Alla fine di ottobre, Andrić partì per Belgrado. Prese parte ai circoli letterari della città e presto ne divenne uno dei giovani scrittori più famosi, suo malgrado, in quanto non amava essere un personaggio pubblico, preferendo la solitudine.
Nel 1920 pubblicò a Belgrado il suo secondo racconto, Put Alije Đerzeleza. Insoddisfatto del lavoro governativo che stava svolgendo, scrisse ad Alaupović, che lo assegnò alla missione del Ministero degli Esteri in Vaticano, e successivamente a Bucarest. Questo nuovo lavoro, non richiedendo molto sforzo, gli permise di concentrarsi sulla scrittura.

Nel 1922, dopo aver chiesto un'altra riassegnazione, venne trasferito a Trieste e, a seguito del peggioramento della sua salute per il clima umido della città, su consiglio del medico l'anno dopo si trasferì a Graz. Arrivò in città il 23 gennaio e fu nominato vice-console. Si iscrisse all'Università, riprese la sua istruzione e iniziò a lavorare sulla sua tesi di dottorato in studi slavi. 

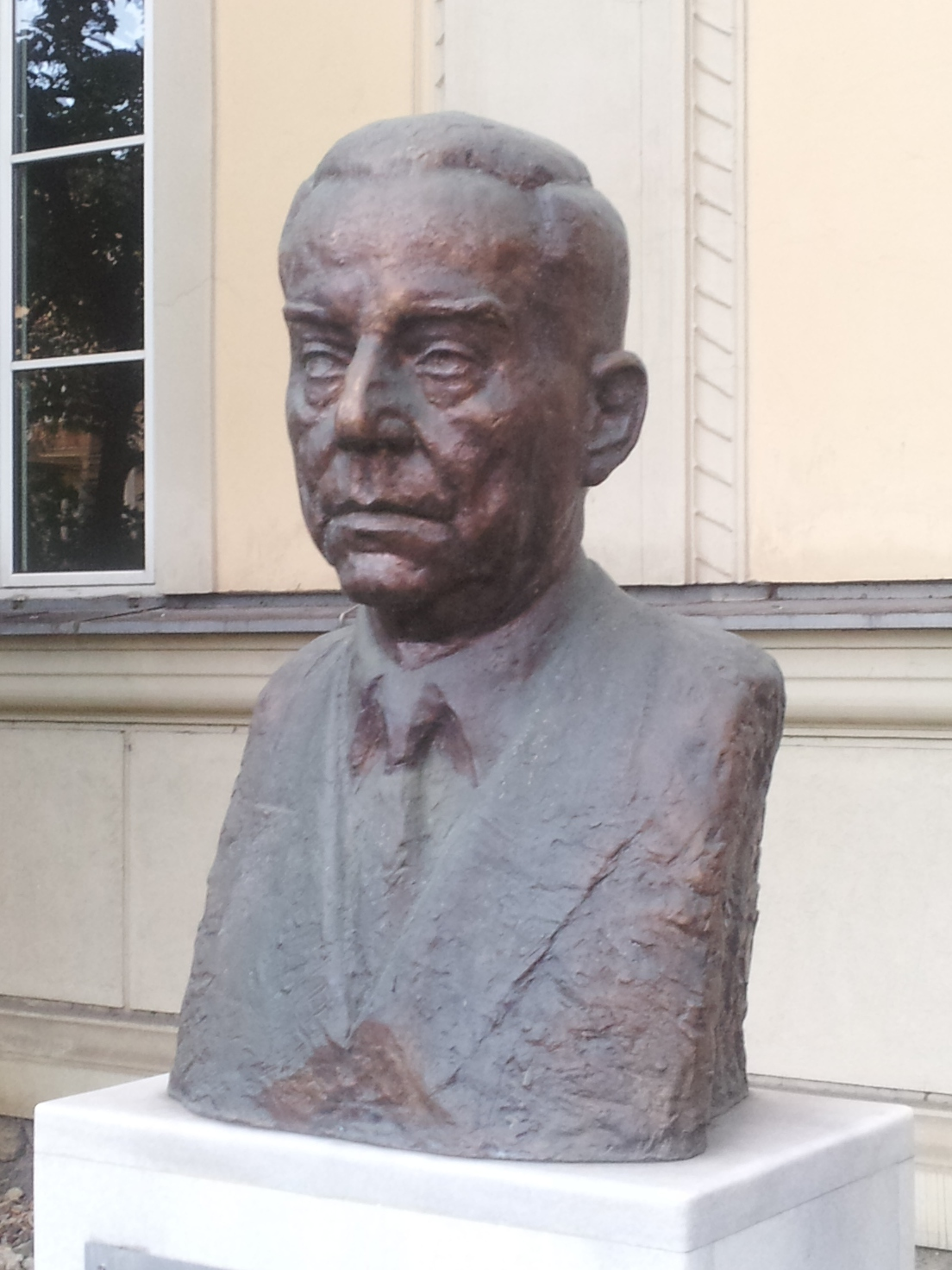
Un busto di Andrić a Graz, Austria

Nell'agosto del 1923 Andrić sperimentò una battuta d'arresto inaspettata nella sua carriera. Era stata approvata una legge che stabiliva che tutti i dipendenti pubblici dovevano avere un dottorato. Poiché Andrić non aveva completato la sua tesi, fu informato che il suo impiego non sarebbe stato confermato. A seguito di pressioni presso il ministro degli Esteri, nel 1924 gli venne permesso di svolgere il suo lavoro con una qualifica diversa, in attesa del completamento del dottorato, conseguito a luglio. Su richiesta della Commissione, la sua tesi venne pubblicata con il titolo Die Entwicklung des geistigen Lebens in Bosnien unter der Einwirkung der türkischen Herrschaft (Lo sviluppo della vita spirituale in Bosnia durante il dominio ottomano). In questo lavoro Andrić commentò negativamente l'occupazione ottomana della Bosnia, un passato che riteneva non ancora superato.
Nell'ottobre 1924 fu assegnato al quartier generale del ministero degli Esteri a Belgrado. Durante i successivi due anni trascorse gran parte del suo tempo a scrivere. La sua prima raccolta di racconti fu pubblicata nel 1924 e ricevette un premio dall'Accademia Reale Serba, di cui Andrić divenne membro a pieno titolo nel febbraio 1926. Nell'ottobre dello stesso anno fu assegnato al consolato di Marsiglia e di nuovo nominato vice-console, per poi essere trasferito all'ambasciata jugoslava di Parigi. Il tempo che Andrić trascorse in Francia fu contrassegnato da una crescente solitudine e dall'isolamento, funestato dalla morte della madre e degli zii. Passò gran parte del suo tempo negli archivi di Parigi, esaminando i rapporti del consolato francese a Travnik tra il 1809 e il 1814, materiale che avrebbe usato in Travnička hronika, uno dei suoi futuri romanzi.
Nell'aprile 1928 fu inviato a Madrid come vice-console. Quivi scrisse saggi su Simón Bolívar e Francisco Goya e iniziò a lavorare sul romanzo La cronaca di Travnik. Nel giugno del 1929 fu nominato segretario della delegazione jugoslava in Belgio e in Lussemburgo. Il 1º gennaio 1930 venne inviato in Svizzera come parte della delegazione permanente della Jugoslavia nella Società delle Nazioni a Ginevra e fu nominato delegato l'anno seguente. Nel 1933 Andrić tornò a Belgrado; due anni dopo venne nominato capo del dipartimento politico del Ministero degli affari esteri. Il 5 novembre 1937 divenne assistente di Milan Stojadinović, primo ministro e ministro degli esteri della Jugoslavia.

### Seconda guerra mondiale
Andrić fu nominato ambasciatore della Jugoslavia in Germania, a Berlino, nella primavera del 1939, dimostrando con questa nomina di essere molto stimato dagli alti comandi del suo paese. Il re della Jugoslavia Alessandro I era stato assassinato a Marsiglia nel 1934. Gli era succeduto il figlio di dieci anni, Pietro, che ebbe come reggente lo zio, il principe Paolo Karađorđević, designato a governare al suo posto fino al compimento della sua maggiore età. Il suo governo stabilì legami economici e politici più stretti con la Germania. Nel marzo 1941 la Jugoslavia sottoscrisse il patto tripartito, garantendo il proprio sostegno alla Germania nazista, al Regno d'Italia e all'Impero giapponese. Sebbene i negoziati fossero stati decisi dagli alti vertici, nella sua veste di ambasciatore Andrić fu obbligato a partecipare alla firma del documento a Berlino. Egli era stato precedentemente incaricato di ritardare l'accettazione delle richieste delle potenze dell'Asse il più a lungo possibile. Fu molto critico nei confronti di quanto stava accadendo e il 17 marzo scrisse al Ministero degli Affari Esteri chiedendo di essere sollevato dalle sue funzioni. Alcuni giorni dopo la firma del Patto, seguito da grandi manifestazioni di protesta a Belgrado, avvenne un colpo di Stato che rovesciò la reggenza. Con la nomina a Primo ministro del generale Dušan Simović, di simpatie filobritanniche, il Regno di Jugoslavia ritirò l'adesione all'Asse, con la conseguente rottura dei rapporti con la Germania. Adolf Hitler ordinò il 6 aprile 1941 l'invasione del paese.
La posizione di Andrić divenne estremamente difficile. Prima dell'invasione del suo paese, i tedeschi gli offrirono l'opportunità di trasferirsi nella Svizzera neutrale, ma egli rifiutò, perché non venne permesso al suo staff di seguirlo. Il 17 aprile la Jugoslavia capitolò e venne successivamente divisa tra le potenze dell'Asse. All'inizio di giugno Andrić e i suoi collaboratori furono ricondotti a Belgrado, occupata dai tedeschi. Alcuni di questi vennero incarcerati. Andrić fu sospeso dal servizio diplomatico, ma rifiutò di ricevere la pensione e di collaborare in alcun modo con il governo fantoccio del generale serbo Milan Nedić, imposto militarmente dai tedeschi in Serbia. Anche se non venne imprigionato, Andrić fu sottoposto a una stretta sorveglianza da parte dei tedeschi durante l'occupazione. Discendendo da genitori croati, gli venne offerta la possibilità di stabilirsi a Zagabria, allora capitale dello Stato Indipendente di Croazia, occupato dalle forze congiunte italo-tedesche, ma Andrić declinò l'offerta. Trascorse i successivi tre anni nell'appartamento di un amico a Belgrado, in condizioni che alcuni biografi hanno paragonato agli arresti domiciliari. Nell'agosto del 1941 le autorità fantoccio serbe pronunciarono un "Appello alla nazione", invitando gli abitanti del paese ad astenersi dalla ribellione comunista contro i tedeschi; Andrić rifiutò di sottoscriverlo. Dedicò le sue energie alla scrittura, completando in questo periodo due dei suoi romanzi più noti, Il ponte sulla Drina e La cronaca di Travnik.
Verso la fine della primavera del 1942 inviò un messaggio di simpatia al generale Draža Mihailović, il capo dei realisti cetnici, un movimento di resistenza a base etnica serba, di stampo monarchico-conservatore e anticomunista, in netto contrasto con l'altro movimento di resistenza alla Jugoslavia occupata dall'Asse, quello dei partigiani comunisti di Josip Broz Tito. Nel 1944, in seguito ai bombardamenti alleati su Belgrado, Andrić fu costretto a lasciare la città. Quando si unì a una colonna di profughi, si vergognò di fuggire da solo, in contrasto con le masse di persone accompagnate da figli, coniugi e genitori infermi. "Mi sono guardato su e giù", scrisse, "e ho visto che stavo salvando solo me stesso e il mio soprabito". Nei mesi successivi rifiutò di lasciare l'appartamento in cui si trovava, anche quando il bombardamento si faceva più pesante. Nell'ottobre del 1944 i partigiani jugoslavi, guidati da Tito, con l'appoggio dell'Armata Rossa cacciarono i tedeschi da Belgrado.

### Carriera politica e matrimonio
Andrić tornò alla vita pubblica solo dopo che i tedeschi vennero espulsi da Belgrado. Il ponte sulla Drina venne pubblicato nel marzo 1945. A settembre seguì La cronaca di Travnik e a novembre venne dato alle stampe La signorina.
Il ponte sulla Drina, ritenuta l'opera più importante di Andrić, venne proclamata dai comunisti un classico della letteratura jugoslava. Il libro ripercorre la storia del ponte di Mehmed Paša Sokolović e della città di Višegrad dalla costruzione del ponte nel XVI secolo, fino allo scoppio della prima guerra mondiale. Il secondo romanzo, La cronaca di Travnik, segue la storia di un diplomatico francese in Bosnia durante le guerre napoleoniche. Il terzo, La signorina, ruota intorno alla vita di una donna di Sarajevo. Nel dopoguerra Andrić pubblicò anche diverse raccolte di racconti, alcune memorie di viaggio e numerosi saggi su scrittori serbi, come Vuk Karadžić, Petar II Petrović-Njegoš e Petar Kočić.
Nel novembre 1946 lo scrittore venne eletto vicepresidente della Società per la cooperazione culturale della Jugoslavia con l'Unione Sovietica. Lo stesso mese venne nominato presidente dell'Unione jugoslava degli Scrittori. L'anno seguente divenne membro dell'Assemblea popolare della Bosnia ed Erzegovina. Nel 1948 Andrić pubblicò una raccolta di racconti che aveva scritto durante la guerra. Il suo lavoro influenzò scrittori come Branko Ćopić, Vladan Desnica, Mihailo Lalić e Meša Selimović.
Nell'aprile 1950 divenne deputato all'Assemblea nazionale della Jugoslavia. Nel 1952 venne decorato dal Presidium dell'Assemblea nazionale per i servizi resi al popolo jugoslavo. L'anno seguente concluse la sua carriera di deputato parlamentare. Nel 1954 Andrić pubblicò la novella Prokleta avlija, che racconta la vita in una prigione ottomana a Istanbul. Nel dicembre dello stesso anno fu ammesso nella Lega dei Comunisti di Jugoslavia, il partito di governo del paese.
Il 27 settembre 1958, all'età di 66 anni, sposò Milica Babić, costumista al Teatro Nazionale di Serbia, di vent'anni più giovane di lui. In precedenza aveva annunciato che era "probabilmente meglio" che uno scrittore non si sposasse mai. "Era perennemente perseguitato da una specie di paura", ricorda un caro amico. "Sembrava che fosse nato spaventato, ed è per questo che si è sposato così tardi, semplicemente non ha osato entrare in quella zona della vita".

### Premio Nobel, riconoscimento internazionale e morte
Alla fine degli anni Cinquanta le opere di Andrić erano già state tradotte in diverse lingue. Il 26 ottobre 1961 lo scrittore venne insignito del premio Nobel per la letteratura, assicurandosi un riconoscimento a livello internazionale. I documenti pubblicati cinquanta anni dopo rivelano che il Comitato per il Nobel lo aveva selezionato preferendolo a scrittori come JRR Tolkien, Robert Frost, John Steinbeck e E.M. Forster.

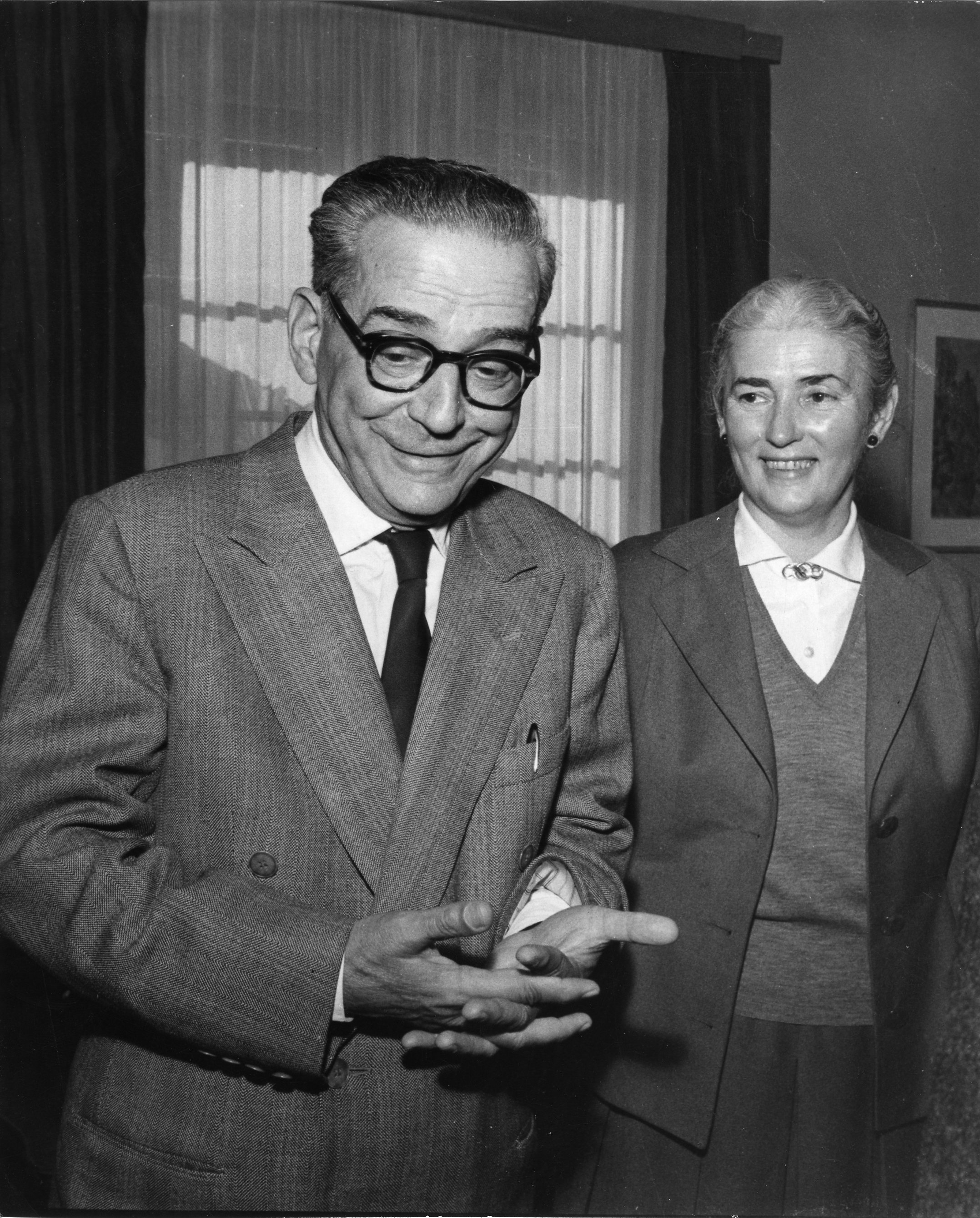
Andrić e la moglie Milica dopo aver scoperto di aver vinto il premio Nobel

L'opera di Andrić veniva rappresentata come "l'epopea con cui ha tracciato temi e raffigurato destini umani tratti dalla storia del suo paese".
Il marzo successivo Andrić si ammalò durante un viaggio al Cairo e dovette tornare a Belgrado per un'operazione. Fu obbligato a cancellare tutti gli eventi promozionali in Europa e Nord America, ma i suoi lavori continuarono a essere ristampati e tradotti in numerose lingue. A giudicare dalle lettere scritte all'epoca, Andrić si sentì gravato dall'attenzione, ma fece del suo meglio per non farlo vedere pubblicamente. Dopo aver ricevuto il premio Nobel, il numero di premi e onorificenze conferitogli si moltiplicò. Ricevette l'Ordine della Repubblica nel 1962, il Premio del 27 luglio della Bosnia-Erzegovina, il Premio AVNOJ nel 1967 e l'Ordine dell'Eroe del Lavoro Socialista nel 1972. Oltre ad essere un membro delle Accademie e delle scienze jugoslave e serbe, divenne anche corrispondente delle loro controparti bosniaca e slovena, e ricevette dottorati onorari dalle università di Belgrado, Sarajevo e Cracovia.
Dopo la morte della moglie nel 1968, la salute dello scrittore peggiorò costantemente e lo costrinse a ridurre i suoi viaggi all'estero. Continuò a scrivere fino al 1974, quando la sua salute peggiorò e fu costretto al ricovero nell'ospedale di Belgrado.
Morì il 13 marzo 1975, all'età di 82 anni. Le sue spoglie furono cremate e il 24 aprile l'urna contenente le sue ceneri fu sepolta nel cimitero di Belgrado, alla presenza di circa 10.000 persone.
Fu membro della Massoneria.

## Influenze, stile e temi
Andrić in gioventù fu un avido lettore. I suoi interessi letterari variavano molto, dai classici greci e latini ai contemporanei, inclusi scrittori tedeschi e austriaci come Johann Wolfgang von Goethe, Heinrich Heine, Friedrich Nietzsche, Franz Kafka, Rainer Maria Rilke e Thomas Mann; dagli scrittori francesi come Michel de Montaigne, Blaise Pascal, Gustave Flaubert, Victor Hugo e Guy de Maupassant agli scrittori britannici come Thomas Carlyle, Walter Scott e Joseph Conrad. Andrić lesse anche le opere dello spagnolo Miguel de Cervantes, del poeta e filosofo italiano Giacomo Leopardi, dello scrittore russo Nikolay Chernyshevsky, dello scrittore norvegese Henrik Ibsen, degli scrittori americani Walt Whitman e Henry James e del filosofo cecoslovacco Tomáš Garrigue Masaryk.
Egli amava particolarmente la letteratura polacca e in seguito affermò che essa era stata per lui un'importante fonte di ispirazione. Tenne anche in grande considerazione numerosi scrittori serbi, in particolare Vuk Stefanović Karadžić, Petar II Petrović-Njegoš, Petar Kočić e Aleksa Šantić, e ammirò i poeti sloveni Fran Levstik, Josip Murn e Oton Župančič, dei quali tradusse alcune opere. Sembra che Kafka abbia avuto un'influenza significativa sulla prosa di Andrić, e che la sua visione filosofica sia stata fortemente influenzata dalle opere del filosofo danese Søren Kierkegaard. A un certo punto della sua gioventù, Andrić s'interessò anche alla letteratura cinese e giapponese.
In gran parte delle sue opere Andrić si è ispirato alle tradizioni e alle esperienze di vita degli abitanti della Bosnia, e ha esaminato la complessità dei contrasti culturali degli abitanti musulmani, serbi e croati della regione. Le sue opere contengono molti cosiddetti "turchismi", parole di origine turca, araba o persiana presenti nelle lingue degli slavi del Sud durante il dominio ottomano, che lo scrittore utilizza per esprimere sfumature che non possono essere rese anche nella lingua serbo-croata.
Secondo l'opinione dello storico della letteratura Nicholas Moravcevich, l'opera di Andrić "tradisce spesso la sua profonda tristezza per la miseria e lo spreco inerente allo scorrere del tempo".

## Il realismo e l'Oriente nell'opera di Andrić
Alcuni critici, fra cui la scrittrice serba Isidora Sekulić in un famoso articolo del 1923, hanno evidenziato una certa differenza fra la produzione di Andrić autore delle opere di poesia in prosa come Ex Ponto (1918), e quella in cui lo scrittore si fa cantore della Bosnia ottomana, ritenuta l'essenza della sua narrativa.
Secondo Sekulić, che scrisse il suo articolo prima della pubblicazione dei più noti romanzi di Andric (Il ponte sulla Drina, La cronaca di Travnik, La corte maledetta), la prosa dello scrittore jugoslavo sarebbe basata sul modello espositivo dell'antico racconto orale orientale: dialoghi brevi, descrizioni essenziali delle persone e della natura, incedere fluido, leggero, sempre moderato nei toni. La presenza del mondo orientale islamico si rivelerebbe inoltre nell'assenza, in questi racconti, di "vita borghese", di storie familiari, di introspezione psicologica e drammi interiori. I suoi personaggi più frequenti sono eroi e assassini, furfanti, vagabondi e cortigiane, zingari e avventurieri, senza fissa dimora, sempre in viaggio e in movimento, come l'ubriacone Kriletić in Dan u Rimu (Una giornata a Roma); spesso in preda ad istinti oscuri e primitivi, "anime nere", come Mustafa Madzar.
Riflettendo su quali contenuti e motivazioni si regga la rappresentazione dell'Impero ottomano nell'opera di Ivo Andrić, Branka Šarančić individua la presenza di immagini contrastanti e multiple, così come registri letterari diversi - poetici, mitici, comici, tragici e morbosi - rilevabili anche nell'opera maggiore dello scrittore, Il ponte sulla Drina. L'intento di Andric non sarebbe quello di sostenere, attraverso una ricostruzione del passato, una causa nazionale o politica. In quanto difensore dell'autonomia ideologica dell'artista, egli sarebbe piuttosto interessato a ricostruire l'impatto psicologico prodotto nella vita delle persone dall'incontro di due civiltà straniere tra loro, utilizzando non solo la storia ufficiale, ma anche materiali come miti, leggende e credenze popolari.
Il critico letterario serbo Petar Džadžić individua la caratteristica fondamentale dell'arte narrativa di Ivo Andrić nella compresenza dello stile realistico e mitico, in cui si mescolano verità storica e verità soggettiva. Lo studioso serbo-canadese Milano Velimir Dimić rileva come il realismo con il quale Andrić caratterizza i personaggi sia riscontrabile anche nella modulazione della lingua standard che lo scrittore opera, a seconda della regione di provenienza, del periodo storico, dello strato sociale e del retroterra culturale di ognuno di essi.
Fin dalle prime pubblicazioni Andrić è attratto dai temi della transitorietà e della solitudine umana, dal senso di ansia e irrequietezza di fronte alla morte, e dalla sofferenza, considerata inevitabile nell'esistenza dell'essere umano. Quest'ultima caratteristica viene rappresentata metaforicamente nella Corte del Diavolo attraverso il tema della prigione. Nei suoi racconti i personaggi di rango sociale elevato sono più rari rispetto a quelli che vivono nella povertà e si lasciano andare ai vizi che una tale esistenza comporta. In quasi tutte le sue opere Andrić vuole rendere un quadro preciso della realtà che lo circonda dedicandosi a una ricerca introspettiva dell'animo umano e soffermandosi sui vizi e i difetti che spesso portano i suoi personaggi all'autodistruzione.

### Ponte tra Est e Ovest
Andrić è vissuto in una Bosnia multietnica, ponte tra il mondo dell'est e quello dell'ovest, dove le religioni musulmane, ortodosse e cattoliche s'incontrano e si scontrano, così come la cultura di matrice ottomana e quella slava.

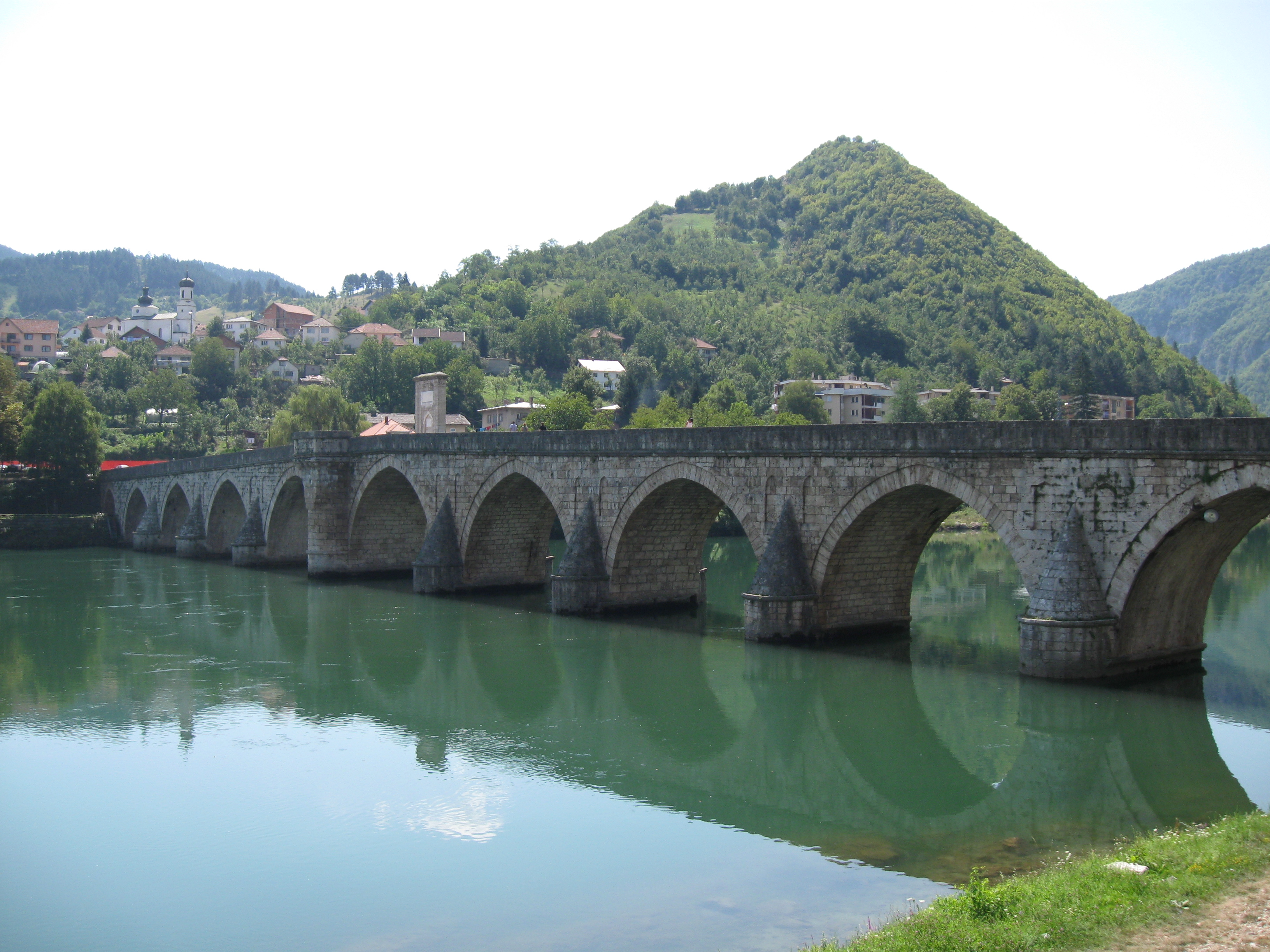
Il ponte sulla Drina

La maggior parte degli studiosi, riferendosi alla sua opera più famosa e studiata, Il ponte sulla Drina, ha interpretato il ponte omonimo come una metafora della Jugoslavia, a sua volta ponte tra Oriente e Occidente durante la guerra fredda. Nel suo discorso di accettazione del Nobel, Andrić ha descritto il suo paese come uno "che, a velocità vertiginosa e al costo di grandi sacrifici e sforzi prodigiosi, sta tentando in tutti i campi, incluso il campo della cultura, di sopperire a quelle cose di cui è stato privato da un passato singolarmente turbolento e ostile". Secondo Andrić, le posizioni apparentemente contrastanti tra i disparati gruppi etnici della Jugoslavia potevano essere superate attraverso la conoscenza della storia, che avrebbe potuto aiutare le generazioni future a evitare gli errori del passato.
La figura del ponte acquisisce quindi fondamentale importanza per l'autore, che descrive gli antichi ponti di pietra come dei vegliardi che "stanno ancora in piedi, come scheletri in guardia", permettendo alle diverse etnie di venire in contatto tra loro. In merito Andrić scrisse: "Tutto ciò che questa nostra vita esprime - pensieri, sforzi, sguardi, sorrisi, parole, sospiri - tende verso un'altra sponda, verso una meta tramite cui acquista il suo vero senso. Tutto è un passaggio, un ponte le cui estremità si perdono nell'infinito [...] e la nostra speranza è su quell'altra sponda". Andrić rappresenta una società multietnica e multi-religiosa in un preciso contesto storico, nel quale i ponti si fanno metafora della continua, vicendevole influenza che i diversi popoli dei Balcani esercitavano l'uno sull'altro.

## Prime opere.Ex Ponto
Le prime pubblicazioni di Ivo Andrić sono opere poetiche che risalgono al periodo della sua partecipazione come simpatizzante dell'organizzazione Giovane Bosnia (Mlada Bosna), un movimento politico giovanile basato su forte sentimento nazionalista, che aveva come fine ultimo la formazione di un unitario Stato Jugoslavo. Scritte durante la prima guerra mondiale, sono caratterizzate dall'uso del verso libero.
La raccolta di poesie Ex Ponto (1918) appartiene proprio a questo periodo. Il titolo fa riferimento all'omonima composizione di Ovidio, che racconta il suo esilio nel Mar Nero. Il senso di disperazione che pervade l'intera raccolta si coglie pienamente in una delle pagine finali: "dovunque io guardi vedo poesia, qualsiasi cosa io tocchi sento dolore".
La natura umana appare segnata dalla malinconia, dall'introspezione e dall'isolamento dell'individuo, ovvero da tutti quegli stati che l'autore aveva già sperimentato nel periodo del suo imprigionamento, e che lo portano ad estendere il concetto di prigione ad uno stato simbolico e psicologico, oltre che fisico.
Tuttavia, non si può delineare uno sviluppo schematico e lineare degli stati d'animo: momenti di disperazione e angoscia sono infatti alternati da attimi luminosi e di pace. Se l'opera inizia con un ammonimento a Dio, accusato di donare all'uomo una vita piena di sofferenze che lo porta ad odiare la propria esistenza, chiaro riferimento alla filosofia di Kierkegaard che l'autore stesso lesse e tradusse, con il procedere del testo l'ispirazione cambia, e si intravede la capacità dell'io non solo di resistere all'isolamento e alla solitudine, ma anche di crescere e prendere forza da esse.
La stessa natura, inizialmente ritenuta parte del mondo ostile che circonda l'essere umano, diventa fonte di conforto. Nella parte finale avviene inoltre uno spostamento dal punto di vista individuale a quello collettivo: la vita umana è ritenuta parte dell'esistenza universale e al protagonista che soffre per la propria anima, subentra la dimensione della totalità degli esseri, con i loro bisogni concreti e comuni.

## Eredità
Poco prima della sua morte, Andrić dichiarò che desiderava che tutti i suoi beni venissero conservati come parte di un patrimonio da utilizzare per "scopi culturali e umanitari generali". Nel marzo 1976 un apposito comitato decise che lo scopo della Fondazione sarebbe stato quello di promuovere lo studio del lavoro di Andrić, dell'arte e della letteratura in generale. La Zadužbina Ive Andrića ha da allora organizzato una serie di conferenze internazionali, elargito borse di studio a studiosi stranieri che si occupano delle opere dello scrittore, e ha offerto un aiuto finanziario per coprire i costi di pubblicazione degli studi su Andrić. La fondazione pubblica un annuario annuale, Sveske Zadužbine Ive Andrića.

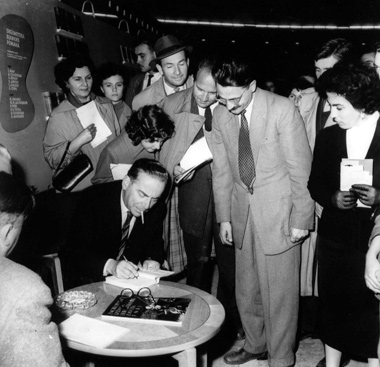
Andrić che firma i suoi libri alla Fiera del Libro di Belgrado

La strada che corre accanto al nuovo palazzo di Belgrado, ora sede del presidente della Serbia, è intitolata ad Andrić, e include una statua a grandezza naturale dello scrittore. L'appartamento in cui Andrić ha trascorso i suoi ultimi anni è stato trasformato in un museo. Aperto oltre un anno dopo la morte di Andrić, ospita libri, manoscritti, documenti, fotografie e oggetti personali. In diverse altre città importanti della Serbia, come Novi Sad e Kragujevac, le strade prendono il nome da Andrić, così come le strade di alcune città della Bosnia ed Erzegovina, come Sarajevo, Banja Luka, Tuzla e Višegrad.
Andrić rimane l'unico scrittore jugoslavo ad aver ricevuto il premio Nobel. Dato il suo uso del dialetto ekavo e il fatto che la maggior parte dei suoi romanzi e racconti sono stati scritti a Belgrado, i suoi lavori sono stati associati quasi esclusivamente alla letteratura serba. Lo studioso di studi slavi Bojan Aleksov ritiene Andrić, con Njegoš, uno dei due pilastri della letteratura serba. "La plasticità della sua narrativa", scrive Moravcevich, "la profondità della sua intuizione psicologica e l'universalità del suo simbolismo rimangono insuperate in tutta la letteratura serba".

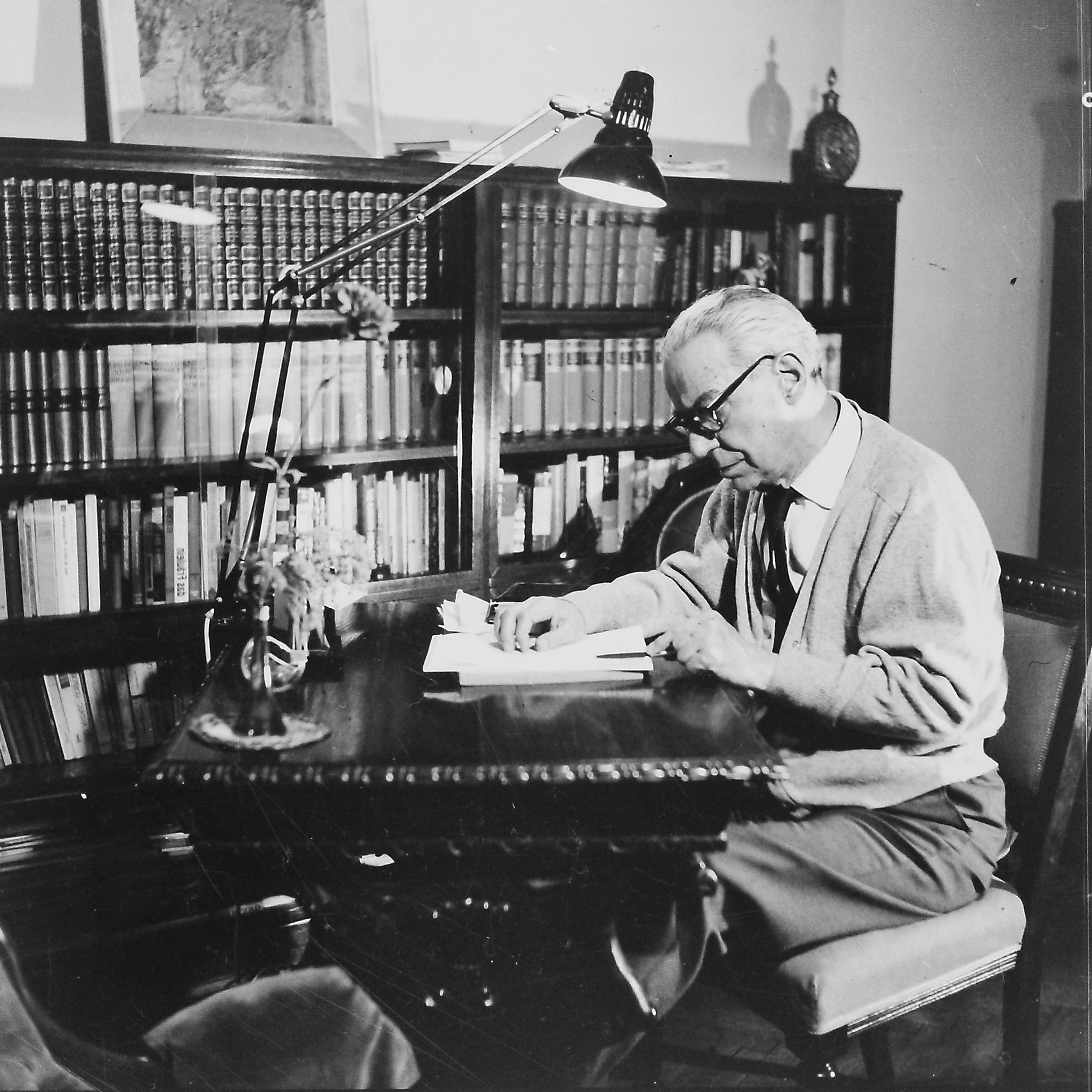
Ivo Andrić nel suo studio

A causa della sua autoidentificazione come serbo, molti degli intellettuali bosniaci e croati limitano o respingono l'associazione di Andrić con le loro letterature. Con la fine della Jugoslavia nei primi anni Novanta, sotto il presidente Franjo Tuđman le opere di Andrić furono inserite nella lista nera in Croazia. La politologa Sabrina P. Ramet caratterizza Andrić come uno scrittore che solo per poco non ha preso la parte dei cetnici. Anche se Andrić rimane una figura controversa in Croazia, l'establishment letterario croato ha ampiamente riabilitato le sue opere dopo la morte di Tuđman nel 1999.
Gli studiosi bosniaci hanno contestato il ritratto apparentemente negativo dei personaggi musulmani nelle opere di Andrić.
Durante gli anni Cinquanta, i suoi detrattori bosniaci più accesi lo accusarono di essere un plagiatore, un omosessuale e un nazionalista serbo. Alcuni di loro hanno addirittura chiesto che gli venisse ritirato il premio Nobel. La maggior parte delle critiche bosniache alle sue opere apparve nel periodo immediatamente precedente allo scioglimento della Jugoslavia e all'indomani della guerra bosniaca. All'inizio del 1992, un nazionalista bosniaco a Višegrad distrusse una statua di Andrić con un martello.
Vent'anni dopo, nel 2012, il cineasta Emir Kusturica e il politico serbo-bosniaco Milorad Dodik hanno inaugurato un'altra statua di Andrić a Višegrad, questa volta come parte della costruzione di un villaggio etnico chiamato Andrićgrad, sponsorizzata da Kusturica e dal governo della Republika Srpska. Andrićgrad è stata ufficialmente inaugurata nel giugno 2014, in occasione del centenario dell'assassinio di Francesco Ferdinando.

## Opere

### Poesie in prosa
- 1918, Ex Ponto
- 1920, Nemiri

### Romanzi
- 1945, Na Drini ćuprija, Prosveta, Belgrado

Il ponte sulla Drina, Milano, Mondadori, 2014, OCLC 938225102
- 1945, Travnička hronika, Državni izdavački zavod Jugoslavije, Belgrado

La cronaca di Travnik, Milano, Oscar Mondadori, 2007, OCLC 271426969
- 1945, Gospođica, Svjetlost, Belgrade

La signorina, traduzione di Dunja Badnjević e Manuela Orazi, 2022, Bottega Errante Edizioni, ISBN 9791280219411
- 1949, Priča o kmetu Simanu, Novo pokoljenje, Zagreb
- 1975, Omerpaša Latas ?

### Racconti e raccolte di racconti
- 1920, Put Alije Đerzeleza, Belgrado (novella)
- 1924, Pripovetke I, Srpska književna zadruga, Belgrado
- 1931, Pripovetke, Srpska književna zadruga, Belgrado
- 1931, Anikina Vremena

I tempi di Anika, Adelphi, 1990, ISBN 88-459-0746-5
- 1936, Pripovetke II, Srpska književna zadruga, Belgrado
- 1947, Most na Žepi: Pripovetk, Prosveta, Belgrade

Il ponte sulla Zepa ed altre novelle serbo-croate, Milano, Le lingue estere, 1937, OCLC 876729350
- 1948, Nove pripovetke, Kultura, Belgrade
- 1949, Priča o kmetu Simanu, Novo pokoljenje, Zagreb
- 1952, Pod gradićem: Pripovetke o životu bosanskog sela, Seljačka knjiga, Sarajevo
- 1954, Prokleta avlija, Matica srpska, Novi Sad

La corte del diavolo, Milano, Mondadori, 2005, OCLC 799378532
- 1958, Panorama, Prosveta, Belgrade
- 1960, Priča o vezirovom slonu, i druge pripovetke, Rad, Belgrade

La storia dell’elefante del visir, in Romanzi e racconti, Milano, Mondadori, 2001
- 1966, Ljubav u kasabi: Pripovetke, Nolit, Belgrade
- 1968, Aska i vuk: Pripovetke, Prosveta, Belgrade
- 1976, Eseji i kritike, Svjetlost, Sarajevo (opera postuma)
- 2000, Pisma (1912–1973): Privatna pošta, Matica srpska, Novi Sad (opera postuma)

## Raccolte tradotte in italiano
- 1993. Racconti di Sarajevo, Newton, ISBN 88-7983-254-9
- 1995. Racconti di Bosnia, Newton, ISBN 88-7983-796-6
- 2007. La storia maledetta. Racconti triestini, a cura di Marija Mitrovic, traduzione di Alice Parmeggiani, Milano, Mondadori, ISBN 978-8804572527; Contiene: Esaltazione e rovina di Toma Galus, Dalla parte del sole, Impero di Postruznik, La storia maledetta.[85]
- 2010. La donna sulla pietra, traduzione di Alice Parmeggiani, Rovereto, Zandonai, ISBN 978-88-95538-53-2 Contiene: La donna sulla pietra (Žena na kamenu, 1954); Ferie al Sud (Letovanje na jugu, 1959); La maltrattata (Zlostavljanje, 1946); Parole (Reči, 1964); La festa (Svečanost, 1962); La passeggiata (Šetnja, 1934); Segnali (Znakovi, 1951); Byron a Sintra (Bajron u Sintri, 1935); La danza (Igra, 1956)
- 2011. Romanzi e racconti, traduzione e note di Dunja Badnjević, saggio introduttivo di Predrag Matvejević, Milano, Mondadori, collana I Meridiani, ISBN 978-88-04-48939-9. Contiene: La cronaca di Travnik. Il ponte sulla Drina. Racconti (Racconto dal Giappone. L'amore nella kasaba. Il ponte sulla Žepa. Mara la concubina. I tempi di Anika. I ponti. Conversazione con Goya. Sentieri. Una lettera del 1920. La storia dell'elefante del visir. Aska e il lupo. La corte del diavolo. Jelena, la donna che non c'è).
- 2011. Sul fascismo, traduzione dal serbo di Manuela Orazi e Dunja Badnjević, Portogruaro, Nuova Dimensione, ISBN 978-88-89100-70-7
- 2012. Litigando con il mondo, Rovereto, Zandonai, ISBN 978-88-95538-96-9
- 2012. Buffet Titanik, Verona, Perosini 2012 ISBN 978-88-85409-94-1
- 2017. Racconti francescani, a cura di Luca Vaglio, Roma, Castelvecchi, ISBN 978-88-328-2142-0
- 2024. Il caso di Stevan Karajan, traduzione di Alice Parmeggiani, a cura di Božidar Stanišić, Bottega Errante Edizioni, ISBN 9791255670209
- 2020. La vita di Isidor Katanić, traduzione di Alice Parmeggiani, a cura di Božidar Stanišić, Bottega Errante Edizioni, ISBN 9788899368692
- 2017. In volo sopra il mare, traduzione di Elisa Copetti, a cura di Božidar Stanišić, Bottega Errante Edizioni, ISBN 9788899368104